# Home (песня Depeche Mode)
«Home» (в переводе с англ. — «Дом») — песня британской группы Depeche Mode, третий сингл из их девятого студийного альбома Ultra, 33-й в дискографии группы. Вышел 16 июня 1997 года. Занимал 23-ю строчку в британском национальном сингл-чарте.

## О сингле
Это третий сингл, заглавная песня которого исполнена Мартином Гором (два предыдущих — это «A Question of Lust» и двойной сингл «Blasphemous Rumours» / «Somebody», где Гор исполнил «Somebody»).
Несмотря на то, что сингл был запланирован к выпуску в США, планы пришлось изменить ввиду того, что некоторые радиостанции вместо «Home» активно ставили «Useless», и многие «уверовали» в то, что «Useless» — это третий сингл из альбома Ultra, хотя на самом деле это — четвёртый сингл. В результате лейбл Reprise Records отказался от выпуска «Home» в качестве самостоятельного сингла, выпустив вместо этого двойной сингл «Home» / «Useless». Передняя сторона обложки этого релиза была оформлена как «Home», задняя — как «Useless». Обе стороны содержат соответствующие трек-листы.
Эксклюзивных би-сайдов сингл не имеет. Вместо них на некоторых версиях сингла представлены «живые» версии песен «It’s No Good» и «Barrel of a Gun», записанные на концерте Ultra Party в Лондоне.
Видеоклип на «Home» снял режиссёр Стивен Грин. В клипе использована сокращённая версия песни.
Песня была включена в сет-лист тура в поддержку альбома Playing the Angel, причём первая её половина исполнялась с аранжировкой «Air Around the Golf».

## Списки композиций
- Все песни написаны Мартином Гором.
- Все «живые» треки записаны 10 апреля 1997 года в Adrenalin Village (Лондон, Англия).

 Британские релизы
| №  | Название                                       | Длительность |
| -- | ---------------------------------------------- | ------------ |
| 1. | «Home» (Jedi Knights Remix (Drowning in Time)) | 7:02         |
| 2. | «Home» (Air “Around the Golf” Remix)           | 3:57         |
| 3. | «Home» (Meant to Be)                           | 4:26         |
| 4. | «Home» (Grantby Mix)                           | 4:39         |

| №  | Название              | Длительность |
| -- | --------------------- | ------------ |
| 1. | «Home»                | 5:46         |
| 2. | «It’s No Good» (Live) | 4:06         |

| №  | Название                               | Длительность |
| -- | -------------------------------------- | ------------ |
| 1. | «Home»                                 | 5:46         |
| 2. | «Home» (Air “Around the Golf” Remix)   | 3:57         |
| 3. | «Home» (LFO Meant to Be)               | 4:26         |
| 4. | «Home» (The Noodles & The Damage Done) | 6:36         |

| №  | Название                                       | Длительность |
| -- | ---------------------------------------------- | ------------ |
| 1. | «Home» (Jedi Knights Remix (Drowning in Time)) | 7:02         |
| 2. | «Home» (Grantby Mix)                           | 4:39         |
| 3. | «Barrel of a Gun» (Live)                       | 6:02         |
| 4. | «It’s No Good» (Live)                          | 4:06         |

| №  | Название               | Длительность |
| -- | ---------------------- | ------------ |
| 1. | «Home» (Radio Edit)    | 3:59         |
| 2. | «Home» (Album Version) | 5:50         |

 Американские релизы
| №  | Название                             | Длительность |
| -- | ------------------------------------ | ------------ |
| 1. | «Home» (Radio Edit)                  | 3:59         |
| 2. | «Home» (Air “Around the Golf” Remix) | 3:56         |

Переиздания
| №  | Название                                       | Длительность |
| -- | ---------------------------------------------- | ------------ |
| 1. | «Home»                                         | 5:46         |
| 2. | «Home» (Air “Around the Golf” Remix)           | 3:56         |
| 3. | «Home» (LFO Meant to Be)                       | 4:26         |
| 4. | «Home» (The Noodles & The Damage Done)         | 6:36         |
| 5. | «Home» (Jedi Knights Remix (Drowning in Time)) | 7:01         |
| 6. | «Home» (Grantby Mix)                           | 4:40         |
| 7. | «Barrel of a Gun» (Live)                       | 6:02         |
| 8. | «It’s No Good» (Live)                          | 4:06         |

### «Home» / «Useless»
| №  | Название                               | Длительность |
| -- | -------------------------------------- | ------------ |
| 1. | «Home»                                 | 5:46         |
| 2. | «Useless» (CJ Bolland Ultrasonar Edit) | 4:06         |

| №  | Название                                       | Длительность |
| -- | ---------------------------------------------- | ------------ |
| 1. | «Home» (The Noodles & The Damage Done)         | 6:22         |
| 2. | «Home» (LFO Meant to Be)                       | 4:26         |
| 3. | «Useless» (CJ Bolland Ultrasonar Extended Mix) | 6:00         |
| 4. | «Useless» (CJ Bolland Funky Sub Mix)           | 5:38         |

| №  | Название                               | Длительность |
| -- | -------------------------------------- | ------------ |
| 1. | «Home»                                 | 5:46         |
| 2. | «Home» (Air “Around the Golf” Remix)   | 3:58         |
| 3. | «Useless» (CJ Bolland Ultrasonar Edit) | 4:06         |

| №   | Название                                       | Длительность |
| --- | ---------------------------------------------- | ------------ |
| 1.  | «Home»                                         | 5:46         |
| 2.  | «Home» (Grantby Mix)                           | 4:38         |
| 3.  | «Home» (LFO Meant to Be)                       | 4:26         |
| 4.  | «Home» (The Noodles & The Damage Done)         | 6:22         |
| 5.  | «Useless» (CJ Bolland Ultrasonar Extended Mix) | 6:00         |
| 6.  | «Useless» (CJ Bolland Funky Sub Mix)           | 5:38         |
| 7.  | «Useless» (Kruder + Dorfmeister Session™)      | 9:11         |
| 8.  | «Useless» (Escape From Wherever: Parts 1 & 2)  | 7:15         |
| 9.  | «Barrel of a Gun» (видеоклип)                  | 3:48         |
| 10. | «Home» (видеоклип)                             | 3:58         |
| 11. | «It’s No Good» (видеоклип)                     | 4:17         |
| 12. | «Useless» (видеоклип)                          | 4:55         |

## Чарты
| Чарт (1997)                                | Позиция |
| ------------------------------------------ | ------- |
| Бельгия/Фландрия (Ultratip Bubbling Under) | 19      |
| Финляндия (Suomen virallinen lista)        | 15      |
| Media Control AG                           | 11      |
| Italian Singles Chart                      | 3       |
| Нидерланды (Single Top 100)                | 78      |
| AFYVE                                      | 4       |
| Швеция (Sverigetopplistan)                 | 10      |
| Швейцария (Schweizer Hitparade)            | 47      |
| Великобритания (OCC UK Singles)            | 23      |
| США (Billboard Hot 100)                    | 88      |

## Дополнительные факты
- Фон для обложки сингла нарисовала пятилетняя Эмма Корбейн[17].